# Автономное сопротивление
Автономное сопротивление (укр. Автономний Опір, АО) — небольшие по численности и слабо связанные между собой группы леворадикального националистического направления на Украине. Своей целью провозглашают создание бесклассового общества, в котором все люди имеют равные социальные права (революционный социализм), прямое народовластие, антиглобализм и сохранение традиционной культуры, осуждая капитализм, авторитаризм, шовинизм и империализм.
С момента возникновения в среде «автономных националистов» за 2009—2013 годы движение прошло идейную эволюцию с ультраправого фланга, где находилось под влиянием одного из идеологов ВО «Свобода» Юрия Михальчишина, до левого национализма и сотрудничества с левыми наподобие профсоюза «Захист праці». Изменения в направлении социально-революционного национализма были подытожены в трактате «Наша эволюция и наша традиция». Идейный эклектизм отображался в проводимых АО маршах, посвящённых дивизии СС «Галичина», Украинской повстанческой армии и погибшим в боях под Крутами, но также и в честь Первомая и Нестора Махно.
На пике существовало несколько десятков автономных групп во многих городах Украины, но первой хронологически и крупнейшей ячейкой АО была львовская, принявшая активное участие в антизастроечном движении и протестах Майдана 2013—2014 годов. После 2015 года деятельность преимущественно сосредоточена в сети Интернет. Автономное сопротивление неоднократно находилось в конфронтации с силовиками, а также с ультраправыми организациями Украины, вроде ВО «Свобода» и «С14».
В 2017 году Автономное Сопротивление попало под наблюдение Службы безопасности Украины, которая обвинила их в получении поддержки от российского правительства для проведения демонстраций с целью поощрения российских обвинений в фашизме против Украины . Группа продолжила протестовать, на этот раз против украинского правительства.  12 октября 2017 года после протеста с призывом освободить политических заключенных в Беларуси у белорусского консульства во Львове СБУ начала проводить массовые аресты членов АО. Протест у белорусского консульства стал последним для группы.  15 членов были арестованы по обвинению в организации попытки свержения украинского правительства и нарушении суверенитета Украины. 
После арестов Автономное Сопротивление попыталось посетить празднования в честь Украинской повстанческой армии 17 октября. Однако им не позволила присутствовать полиция Львова, которая заявила, что члены организации вооружены. АО заявила, что полиция подбросила оружие ее членам, и заявила, что крайне правые активисты сговорились помешать их присутствию.  Opir.info продолжал обновляться до 21 декабря 2018 года,  но группа больше не действовала после ареста ее руководства.